# Kollegiatstift St. Johannes (Freising)

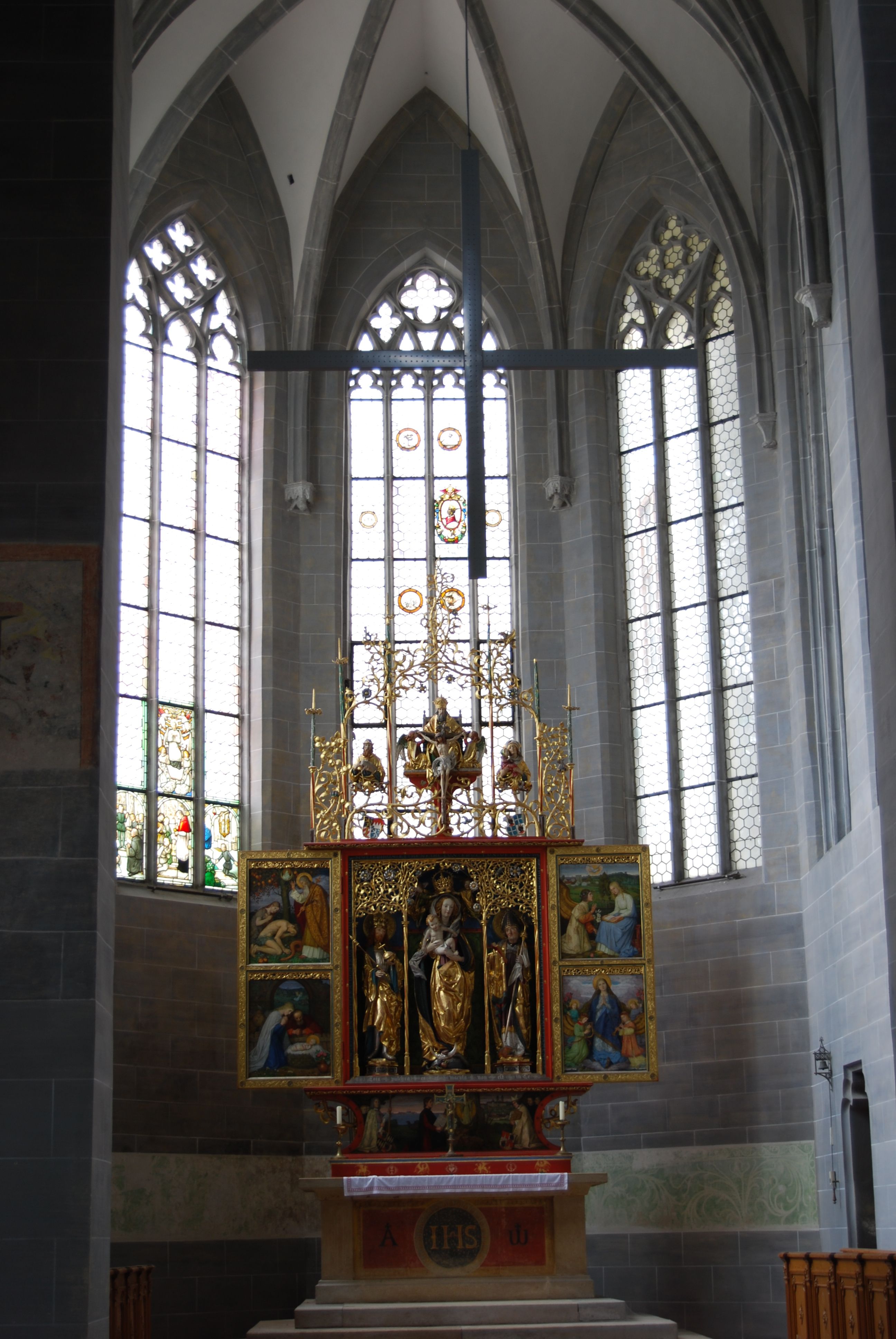
Altarraum St. Johannes

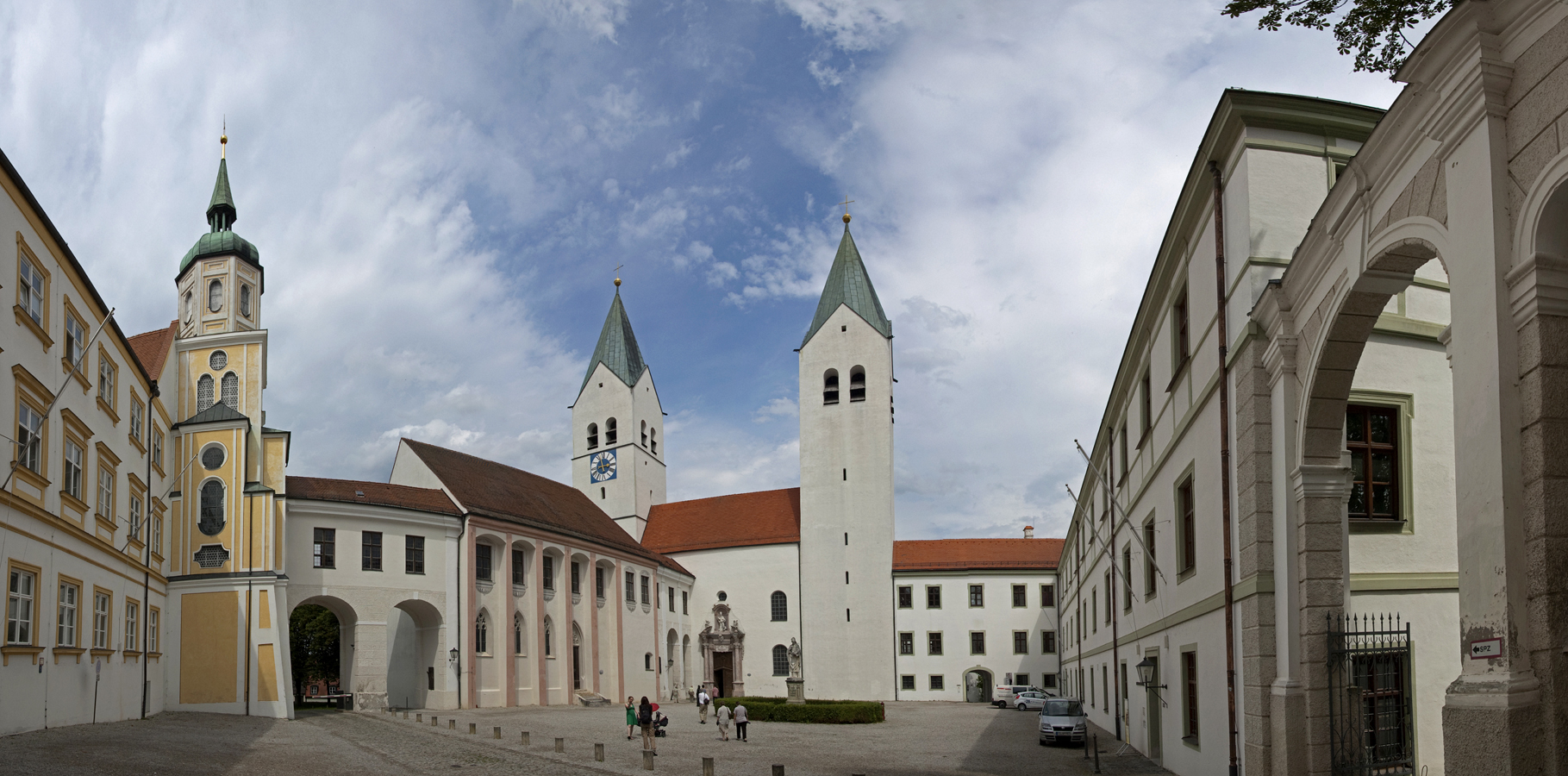
St. Johannes zwischen dem Durchgang neben der Fürstbischöflichen Residenz und dem Haupteingang des Doms

St. Johannes Freising ist ein ehemaliges Kollegiatstift (Domannexstift) auf dem Domberg in Freising in Bayern in der Diözese Freising.

## Geschichte
Das Stift wurde 1319 durch Konrad III. der Sendlinger, Bischof von Freising gegründet, anlässlich des Neubaus der Johanniskirche am Dom. Es wurde 1803 im Zuge der Säkularisation aufgelöst. Besondere Aufgabe des Stiftkapitels war für das Seelenheil der verstorbenen Freisinger Bischöfe zu beten.

## Struktur des Kapitels
Das Kapitel bestand aus dem Propst, dem Dekan und sechs Kanonikern, und drei Benefizien (zwei im Dom und eines in der Stiftskirche).
Die Pfarreien Altenerding, Thalkirchen, Eschlbach, Ismaning, Attenkirchen, Sendling und Pemmering – heute ein Ortsteil von Isen –, letztere Pfarrei war dem Dekan vorbehalten, wurden dem Kapitel inkorporiert. Das hatte zur Folge, dass die Stellen der Pfarrer dieser Pfarreien den Mitgliedern des Kapitels übertragen waren (auch wenn die Aufgaben in den Pfarreien an Vertreter delegiert waren) und dass die Pfründeeinküfte der Pfarrstellen für die Refinanzierung des Kapitels zur Verfügung standen.
Der Probst wurde durch den Bischof aus den Reihen des Domkapitels ernannt. Die Funktion des Dekans, der die organisatorischen und verwaltungstechnischen Aufgaben wahrnahm, wurde üblicherweise dem Domzeremoniar übertragen.

## Stiftskirche
Die Kirche wurde in der Folge als Heustadel genutzt, die Einrichtung ging fast vollständig verloren. Das ehemalige Altargemälde Predigt Johannes des Täufers in der Wüste von Jacopo Amigoni (1682–1752) fand sich später im Würzburger Dom. 1841 wurde die Kirche als Studienkirche wieder eingerichtet.
Die Johanneskirche wurde 1319–1321 erbaut, sie liegt unmittelbar westlich des Freisinger Domes und bildet zusammen mit dem Fürstengang die nördliche Begrenzung des Domhofes. Die gotische Kirche hat einen hohen dreischiffigen Innenraum mit Kreuzrippengewölbe; über dem südlichen Seitenschiff verläuft der Fürstengang. Die Wände sind grau mit weißen Fugenstrichen, Reste von Wandgemälden aus dem 15. und 16. Jahrhundert sind zu erkennen.

## Reihe der Pröpste
Quelle
- Heinrich, 1319
- Otto von Machslrain, 1340
- Ulrich Schenk von der Au, 1356, † 1369
- Rudolf Haslang, 1370–1391
- Heinrich von Preysing, 1396, 1398
- Johann von Preysing, 1400–1406
- Wilhelm von Preysing, 1408, 1413
- Caspar von Seyboldsdorf, 1421, 1425
- Wigulejus von Rohrbach, 1425–1437
- Johann Simonis, 1438–1443
- Dionys Abtsmüller, 1446, † 1448
- Georg von Preysing, 1448–1452
- Friedrich von Mauerkirchen, 1454, 1456
- Michael von Seckendorf, 1459, † 1476
- Wolfgang von Weichs, 1476
- Sigmund Grimb, 1484, 1508
- Leonhard Rantaler, 1514, † 1517
- Ulrich Hoechsteter, 1517–1527
- Johann von Grafenegg, 1527–1552
- Johann Thomas von Rohrbach, 1552–1567
- Joachim von Wembding, 1570, † 1584
- Johann Christoph Muench, 1584–1587
- Johann Jakob von Pienzenau, 1587–1592
- Christoph von Hörwarth, 1592–1610
- Wolfgang von Auer, 1610–1638
- Johann Jakob Muench, 1638–1657
- Johann Georg Visler, 1657–1689
- Joseph Anton von Roll, 1690–1701
- Judas Thaddäus von Thaun, 1701–1713
- Johann Benedikt Adam von Bodmann, 1713
- Johann Baptist Ignatz von Pfister, † 1738
- Carl von Westernach, 1738–1750
- Max Freiherr von Lerchenfeld, 1750–1752
- Johann Friedrich Graf von Landberg, 1752–1766
- Anselm von Westernach, 1766–1775
- Aegid Oswald Colonna von Völs, 1775–1802